# Jordi Clos i Llombart
Jordi Clos i Llombart   (el Raval, 1950) és un empresari hoteler i mecenes especialitzat en egiptologia. En l'actualitat, és propietari de la cadena hotelera Derby Hotels Collection i impulsor de la Fundació Arqueològica Clos (1992) i del Museu Egipci de Barcelona (1994).

## Biografia
El seu pare va ser un policia de la Generalitat republicana, director de la comissaria de Terrassa durant la Guerra Civil espanyola, condemnat a 30 anys de presó però indultat el 1949. Va morir de malaltia el 1954, per la qual cosa Jordi Clos va créixer orfe de pare. Va sofrir poliomielitis, la qual cosa li va produir una lleu coixesa, però va rebre les bones cures de la seva mare qui l'alimentava amb sopa de menuts.

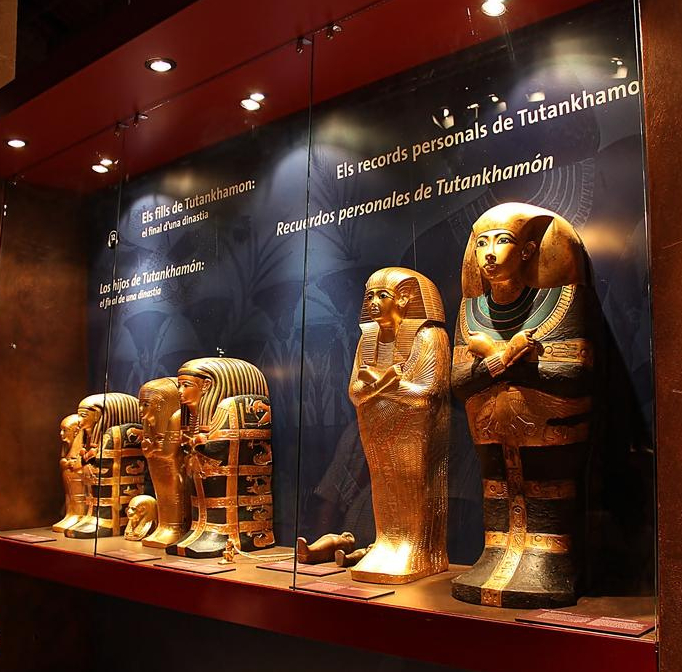
Museu Egipci de Barcelona, situat al carrer de València, 284, de Barcelona

La seva germana Olga es va casar amb l'aristòcrata català Ramon de Dalmases i Olabarría, III marquès de Mura, qui se'l va dur a viure amb ells a la zona alta de Barcelona i es va ocupar de la seva educació. Aviat va demostrar tenir talent per als negocis: va començar treballant de grum en una immobiliària, posteriorment va entrar en Mobles Maldá, i poc després fundaria la seva primera empresa: Roberts. La seva altra germana era ballarina de ballet clàssic al Gran Teatre del Liceu. Jordi Clos es casà amb Montse Casellas, a qui va conèixer el 1975 durant un viatge a Egipte.
Es dedicà a l’interiorisme i fundà la botiga de mobles Roberts, que arribà a tenir una dotzena de sucursals. El 1968 va fundar la cadena hotelera Derby Hotels Collection, amb presència a Barcelona, Madrid, Londres i París, i que l’any 2015 traslladà la seu a Madrid.

## Distincions
- Premi Juan Lladó (2002)[3]
- Creu de Sant Jordi (2003)
- Medalla d'Or al mèrit cultural (2014)[4]